# Operațiunea Plumbbob

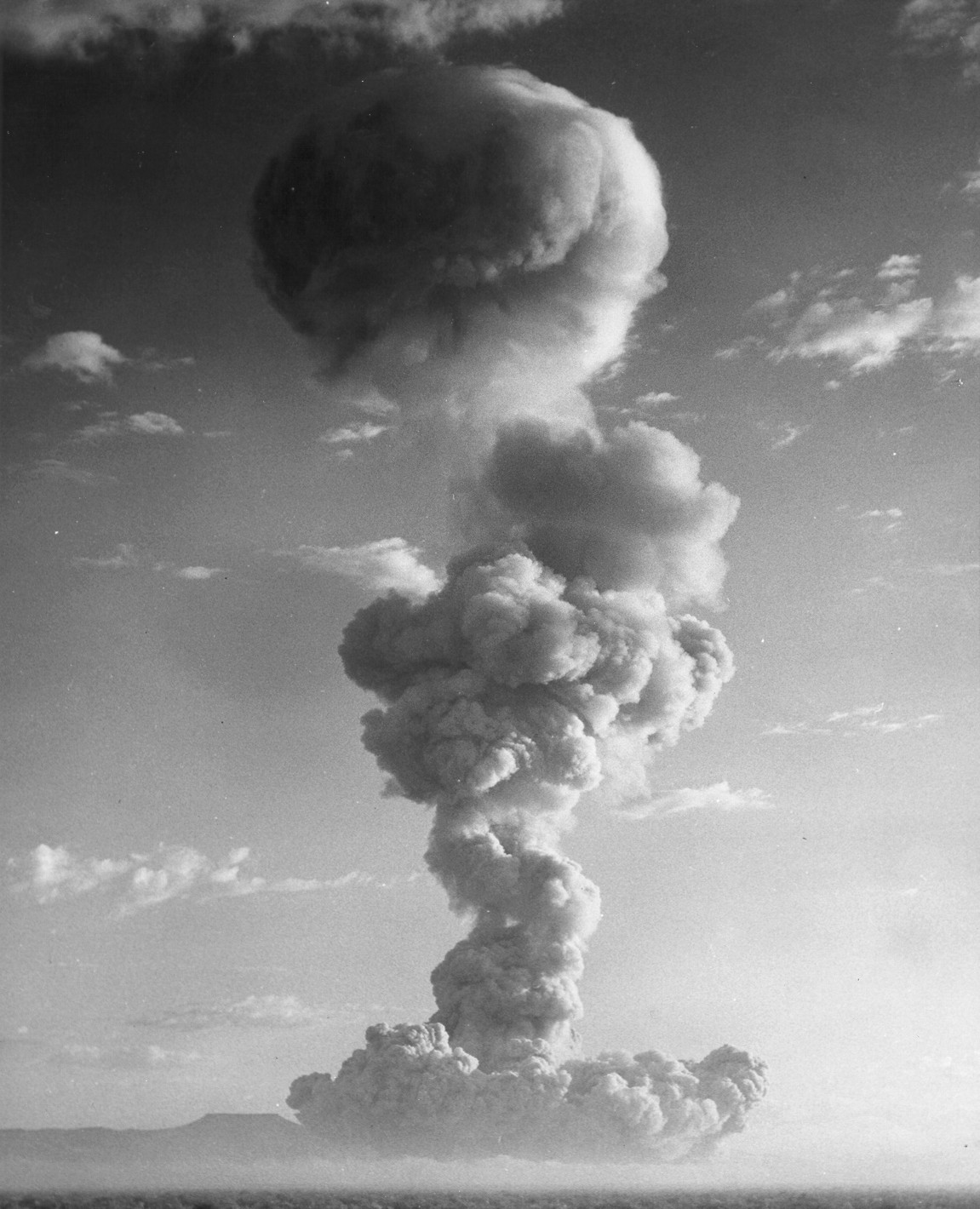
Testul cu numele Owens, iulie 1957, 9,7 kt.

Operațiunea Plumbbob a fost o serie de teste nucleare efectuate între 28 mai și 7 octombrie 1957, în poligonul de teste nucleare din Nevada, în urma Operațiunii Redwing și înainte de Operațiunea Hardtack I. Acesta a fost cea mai mare, mai lungă și mai controversată serie de teste nucleare de pe teritoriul Statelor Unite ale Americii.
Operațiunea a fost a șasea serie de teste și a constat în 29 de explozii, dintre care două nu au produs niciun randament nuclear. 21 de laboratoare și agenții guvernamentale au fost implicate. În timp ce majoritatea testelor din Operațiunea Plumbbob au contribuit la dezvoltarea de focoase pentru rachetele balistice cu rază intercontinentală, s-a testat și apărare antiaeriană și rachetele anti-submarin. Au inclus 43 de teste militare privind efectele asupra structurilor civile și militare, studii bio-medicale al efectelor radiațiilor și teste privind structura aeronavelor.
Aproape 1200 de porci au fost supuși unor experimente bio-medicale și unor studii privind efectele exploziilor efectuate în timpul Operațiunii Plumbbob. La testul cu numele Priscilla (37 KT), 719 porci au fost folosiți în diverse experimente diferite la poligonul Frenchman Flat. Unii porci au fost plasați în cuști suspendate și prevăzute cu costume realizate din materiale diferite, pentru a testa care materialele furnizează cea mai bună protecție la pulsul termic. Alți porci au fost plasați în țarcuri, la distanțe diferite de epicentru în spatele unor foi mari de sticlă pentru a testa efectele zborului rămășițelor asupra țintelor în viață.